# 千昌夫
千 昌夫（せん まさお、1947年〈昭和22年〉4月8日 - ）は、岩手県陸前高田市出身の演歌歌手、司会者。元妻は元タレントのジョーン・シェパード。
バブル期には「アベインターナショナル」を立ち上げ、不動産業などを幅広く展開する実業家としても知られた。

## 来歴
農家の次男として生まれ、小学3年の時に父親を亡くした。母親は早朝に農作業、日中は隣県宮城県気仙沼の工場で働き、女手ひとつで3人兄弟を育てた。
私立水沢第一高校在学中に作曲家の遠藤実に弟子入りし、1965年に「君が好き」でデビューした。翌年発売の「星影のワルツ」が1967年秋頃よりヒットしミリオンセラーを記録。1968年の『NHK紅白歌合戦』（NHK総合・ラジオ第1）に初出場した。
1979年、1977年発売の「北国の春」が大ヒット。ミリオンセラーとなり第21回日本レコード大賞ロングセラー賞を受賞。同曲は中国・シンガポール・マレーシア・タイ・台湾などアジア各国でもヒットした。このほかに「望郷酒場」「夕焼け雲」「味噌汁の詩」「津軽平野」などのヒット曲がある。
私生活では、1972年にタレントのジョーン・シェパードと結婚。松下電器・象印マホービン・いすゞアスカのCMに夫婦で出演した。その後1988年に離婚。のちに18歳年下のイギリス人女性と再婚し、2男2女をもうけている。次女のダニエラは2009年に芸能界デビューした。千は高校時代にもハーフの少女と交際したことがある。
1970年、仙台市郊外にある5万坪の山林を約2,000万円で購入。この土地を担保に利益を増やしてゆき、1972年に「アベインターナショナル」を設立。次第に不動産業に傾倒するようになり、バブル期には歌手を休業して不動産業に専念した。
世界各地にマンションやビルなどを所有し「歌う不動産王」「ホテル王」と呼ばれるほどであった。しかし、1991年のバブル崩壊とともに経営は悪化、約2,500億円の借金を抱えたと報じられたが、その半額にあたる1,250億円を3年で返済した。
しかし不況には抗えず「アベインターナショナル」は2000年に経営破綻（負債総額1,034億円）。東京地裁に「6年間で1億6,000万円を返す」という再生計画書を提出し、債権者と決着した。
2011年、ジャッキー・チェンが発起人となった、香港での東日本大震災チャリティーイベントにエリック・ツァン、アンディ・ラウ、リッチー・レン、アグネス・チャン、中村雅俊、AKB48の梅田彩佳らと参加。義捐金2億9,000万円を集めた。
東日本大震災では千の実家に住む家族も被災。母親は間一髪のところで近所の人に救出されたという。同年末には「北国の春」で22年ぶりに紅白歌合戦出場を果たした。

## 人物

### 趣味
- 飛行機とヘリコプターの免許を取得し[17][18]自家用セスナを所有していた[19][20]。2023年現在でも飛行機の操縦をする[21]。
- 愛鳥家として知られ[21]、ニワトリ・インコ・オウムなど17羽の鳥を飼っている[22]。溺愛するあまり楽屋[23]のみならず地方巡業中のバス[24]でもニワトリを放し飼いにする様子が、後輩歌手の伍代夏子や石原詢子の公式サイトで確認できる[注釈 1]。鳥の名前はウッピー・チャッピー[24]・ビューティー[23]・ET・太郎[25]など。烏骨鶏のウッピーは自らの手で孵化させたことも手伝って特に溺愛している。インコはお手・キス・バンザイ[25]・おしゃべり[24]・「北国の春」を歌う[26]などの芸ができる。多頭飼いであるが、愛鳥は千によく懐いており[24]、4年前にインコを亡くした悲しみが癒えないと語ったこともある[26]。2014年にオキナインコのオッキーを亡くしたことで、寂しさから鳥の数が増えたという[注釈 2]。また、楽屋が汚くなったと言われないように掃除機を持参している。

### バブル期
- 人気絶頂期に高級車のロールス・ロイスを所有していたが、真夏の暑い時でもクーラーは切ったまま運転していた[27]。
- 子息が通学していた横浜のインターナショナルスクール「セント・ジョセフ・インターナショナル・カレッジ」が経営難で廃校危機に陥った際には、廃校反対デモに参加した。
- 不動産投資の失敗で膨れ上がった借金について「利子は一日5000万円です」と当時のテレビ番組で語っていた。
- 借金報道が過熱した結果「俺はマスコミのおもちゃじゃない。男は余計なことをしゃべらない！」と激怒し、しばらくマスコミとは距離を置いていた。

### その他
- スター歌手になっても4畳半の風呂なし・テレビなしのアパートに住み続け[28]、洒落た服を着ることもなかったという[29]。交際費も掛けないため[29]「ケチ男」と陰口を叩かれることもあった[30]。第一プロからの月給10万円のうち4万円は母親に送金[29]、生活費の残りは寒村に住む母親を東京に呼び寄せるべく貯金していた[29][注釈 3]。
- 芸歴20年以上になってもクラブやキャバレーでの営業を厭わずに行い、これらが月のスケジュールの大半を占めることもあった[31]。
- トレードマークの額のほくろは2000年に開運の意味も込めてレーザー手術で除去した。その後、細木数子に「ほくろは取らないほうがよかった」と指摘されている。タレントのコロッケは現在もほくろのある千を真似ている。
- プロ野球東北楽天ゴールデンイーグルスのファンクラブ名誉会員である（会員No.7）。

## ディスコグラフィ

### シングル
| #  | 発売日          | 曲順 | タイトル                        | 作詞           | 作曲       | 編曲         | レーベル        | 規格品番   |
| -- | --------------- | ---- | ------------------------------- | -------------- | ---------- | ------------ | --------------- | ---------- |
| 1  | 1965年 9月5日   | A面  | 君が好き                        | 若山かほる     | 遠藤実     | 遠藤実       | ミノル フォン   | KA-6       |
| 1  | 1965年 9月5日   | B面  | 銀座かぐや姫                    | 若山かほる     | 遠藤実     | 遠藤実       | ミノル フォン   | KA-6       |
| 2  | 1965年 12月5日  | A面  | 若い恋人たち                    | 山口あかり     | 遠藤実     | 遠藤実       | ミノル フォン   | KA-20      |
| 2  | 1965年 12月5日  | B面  | 十七才の涙星                    | 遠藤実         | 遠藤実     | 遠藤実       | ミノル フォン   | KA-20      |
| 3  | 1966年 3月24日  | A面  | 星影のワルツ                    | 白鳥園枝       | 遠藤実     | 遠藤実       | ミノル フォン   | KA-39      |
| 3  | 1966年 3月24日  | B面  | 君ひとり                        | 遠藤実         | 遠藤実     | 遠藤実       | ミノル フォン   | KA-39      |
| 4  | 1968年 7月10日  | A面  | 青い月の恋                      | 遠藤実         | 遠藤実     | 遠藤実       | ミノル フォン   | KA-219     |
| 4  | 1968年 7月10日  | B面  | 君が好き                        | 若山かほる     | 遠藤実     | 遠藤実       | ミノル フォン   | KA-219     |
| 5  | 1968年 12月1日  | A面  | 君がすべてさ                    | 稲葉爽秋       | 遠藤実     | 遠藤実       | ミノル フォン   | KA-234     |
| 5  | 1968年 12月1日  | B面  | 銀座かぐや姫                    | 若山かほる     | 遠藤実     | 遠藤実       | ミノル フォン   | KA-234     |
| 6  | 1969年 5月1日   | A面  | 涙のとなり                      | 沢みね登       | 遠藤実     | 只野通泰     | ミノル フォン   | KA-270     |
| 6  | 1969年 5月1日   | B面  | 遠い町へ行こう                  | 荒木光子       | 越純平     | 東八郎       | ミノル フォン   | KA-270     |
| 7  | 1969年 9月1日   | A面  | 懐かしの人                      | 有馬三恵子     | 三木たかし | 三木たかし   | ミノル フォン   | KA-300     |
| 7  | 1969年 9月1日   | B面  | 夢のあと                        | 有馬三恵子     | 三木たかし | 三木たかし   | ミノル フォン   | KA-300     |
| 8  | 1969年 11月1日  | A面  | 花のワルツ                      | 白鳥園枝       | 遠藤実     | 只野通泰     | ミノル フォン   | KA-303     |
| 8  | 1969年 11月1日  | B面  | ギターよふるさとへ帰ろう        | 遠藤実         | 遠藤実     | 重田恒雄     | ミノル フォン   | KA-303     |
| 9  | 1970年 4月21日  | A面  | 俺だって君だって                | 星野哲郎       | 叶弦大     | 成田征英     | ミノル フォン   | KA-324     |
| 9  | 1970年 4月21日  | B面  | ふるさとの女                    | 北川圭子       | 北川圭子   | ありたあきら | ミノル フォン   | KA-324     |
| 10 | 1970年 8月10日  | A面  | 心の旅路                        | 太田ゆきお     | 吉田博久   | B.Summers    | ミノル フォン   | KA-342     |
| 10 | 1970年 8月10日  | B面  | 夢のかけら                      | 曽野かおり     | 柳田六合雄 | B.Summers    | ミノル フォン   | KA-342     |
| 11 | 1971年 2月1日   | A面  | なみだ川                        | なかにし礼     | 遠藤実     | 河合英郎     | ミノル フォン   | KA-364     |
| 11 | 1971年 2月1日   | B面  | 夢去れば                        | なかにし礼     | 遠藤実     | 河合英郎     | ミノル フォン   | KA-364     |
| 12 | 1971年 6月1日   | A面  | わかれ                          | 遠藤実         | 遠藤実     | 河合英郎     | ミノル フォン   | KA-380     |
| 12 | 1971年 6月1日   | B面  | 銀座かぐや姫                    | 若山かほる     | 遠藤実     | 森岡賢一郎   | ミノル フォン   | KA-380     |
| 13 | 1971年 9月2日   | A面  | わが町は緑なりき                | 阿久悠         | 平尾昌晃   | 小谷充       | ミノル フォン   | KA-402     |
| 13 | 1971年 9月2日   | B面  | 海峡の見える町                  | 阿久悠         | 平尾昌晃   | 小谷充       | ミノル フォン   | KA-402     |
| 14 | 1972年 4月10日  | A面  | あきらめの朝                    | 井沢満         | 平尾昌晃   | 馬飼野俊一   | ミノル フォン   | KA-420     |
| 14 | 1972年 4月10日  | B面  | モトマチぶるうす                | 福本義人       | 平尾昌晃   | 馬飼野俊一   | ミノル フォン   | KA-420     |
| 15 | 1973年 2月25日  | A面  | アケミという名で十八で          | 西沢爽         | 遠藤実     | 只野通泰     | ミノル フォン   | KA-451     |
| 15 | 1973年 2月25日  | B面  | 別れ町                          | 西沢爽         | 遠藤実     | 只野通泰     | ミノル フォン   | KA-451     |
| 16 | 1973年 9月1日   | A面  | 焼けぼっくいに火がついた        | 西沢爽         | 遠藤実     | 只野通泰     | ミノル フォン   | KA-475     |
| 16 | 1973年 9月1日   | B面  | 裏街                            | 西沢爽         | 遠藤実     | 斉藤恒夫     | ミノル フォン   | KA-475     |
| 17 | 1973年 12月1日  | A面  | ゆうべの女によろしくな          | 西沢爽         | 遠藤実     | 斉藤恒夫     | ミノル フォン   | KA-483     |
| 17 | 1973年 12月1日  | B面  | 港と女と子守唄                  | 西沢爽         | 遠藤実     | 只野通泰     | ミノル フォン   | KA-483     |
| 18 | 1974年 4月1日   | A面  | ほんとのアケミを知らないか      | 西沢爽         | 遠藤実     | 只野通泰     | ミノル フォン   | KA-495     |
| 18 | 1974年 4月1日   | B面  | おんな歌                        | 西沢爽         | 遠藤実     | 斉藤恒夫     | ミノル フォン   | KA-495     |
| 19 | 1974年 10月1日  | A面  | 嘆きのボス                      | なかにし礼     | 遠藤実     | 斉藤恒夫     | ミノル フォン   | KA-516     |
| 19 | 1974年 10月1日  | B面  | 帰り花                          | なかにし礼     | 遠藤実     | 斉藤恒夫     | ミノル フォン   | KA-516     |
| 20 | 1975年 6月1日   | A面  | わかれ                          | 遠藤実         | 遠藤実     | 斉藤恒夫     | ミノル フォン   | KA-549     |
| 20 | 1975年 6月1日   | B面  | 愛のあかし                      | 遠藤実         | 遠藤実     | 斉藤恒夫     | ミノル フォン   | KA-549     |
| 21 | 1976年 3月20日  | A面  | 夕焼け雲                        | 横井弘         | 一代のぼる | 馬場良       | ミノル フォン   | KA-591     |
| 21 | 1976年 3月20日  | B面  | 君は心のふるさとよ              | 横井弘         | 中山大三郎 | 馬場良       | ミノル フォン   | KA-591     |
| 22 | 1976年 10月1日  | A面  | 流れ雲                          | 横井弘         | 一代のぼる | 京建輔       | ミノル フォン   | KA-1021    |
| 22 | 1976年 10月1日  | B面  | 一番星                          | 横井弘         | 一代のぼる | 京建輔       | ミノル フォン   | KA-1021    |
| 23 | 1977年 4月5日   | A面  | 北国の春                        | いではく       | 遠藤実     | 京建輔       | ミノル フォン   | KA-1050    |
| 23 | 1977年 4月5日   | B面  | 東京のどこかで                  | いではく       | 遠藤実     | 京建輔       | ミノル フォン   | KA-1050    |
| 24 | 1977年 11月10日 | A面  | さよなら三角また来て四角        | 喜多條忠       | 徳久広司   | 京建輔       | ミノル フォン   | KA-1080    |
| 24 | 1977年 11月10日 | B面  | 雪ん娘峠                        | 喜多條忠       | 徳久広司   | 京建輔       | ミノル フォン   | KA-1080    |
| 25 | 1978年 3月1日   | A面  | 呂宋助左の歌                    | 吉秋雅規       | 遠藤実     | 斉藤恒夫     | ミノル フォン   | KA-1108    |
| 26 | 1978年 10月21日 | A面  | 与作                            | 七澤公典       | 七澤公典   | 薗広昭       | ミノル フォン   | KA-1144    |
| 26 | 1978年 10月21日 | B面  | 雪ん娘峠                        | 喜多條忠       | 徳久広司   | 京建輔       | ミノル フォン   | KA-1144    |
| 27 | 1978年 12月20日 | A面  | めざしのコンチェルト            | 中山大三郎     | 中山大三郎 | 若草恵       | ミノル フォン   | KA-1150    |
| 27 | 1978年 12月20日 | B面  | 味噌汁の詩                      | 中山大三郎     | 中山大三郎 | 若草恵       | ミノル フォン   | KA-1150    |
| 28 | 1979年 9月5日   | A面  | 男の哀歌                        | いではく       | 遠藤実     | 薗広昭       | ミノル フォン   | KA-1178    |
| 28 | 1979年 9月5日   | B面  | 無理をするなよ                  | なかにし礼     | 遠藤実     | 斉藤恒夫     | ミノル フォン   | KA-1178    |
| 29 | 1980年 7月1日   | A面  | ふるさとの祭り                  | いではく       | 遠藤実     | 斉藤恒夫     | ミノル フォン   | KA-1200    |
| 29 | 1980年 7月1日   | B面  | 放浪のワルツ                    | いではく       | 遠藤実     | 京建輔       | ミノル フォン   | KA-1200    |
| 30 | 1980年 11月5日  | A面  | 味噌汁の詩                      | 中山大三郎     | 中山大三郎 | 若草恵       | ミノル フォン   | KA-1232    |
| 30 | 1980年 11月5日  | B面  | めざしのコンチェルト            | 中山大三郎     | 中山大三郎 | 若草恵       | ミノル フォン   | KA-1232    |
| 31 | 1981年 9月1日   | A面  | 望郷酒場                        | 里村龍一       | 桜田誠一   | 京建輔       | ミノル フォン   | KA-2022    |
| 31 | 1981年 9月1日   | B面  | 惚れてわるいか                  | さいとう大三   | 阿部健太郎 | 京建輔       | ミノル フォン   | KA-2022    |
| 32 | 1983年 5月25日  | A面  | 夕焼け雲(新録音)                | 横井弘         | 一代のぼる | しかたたかし | キャッツ タウン | CTS-2001   |
| 32 | 1983年 5月25日  | B面  | 涙のワルツ                      | 吉幾三         | 阿部健太郎 | 森岡賢一郎   | キャッツ タウン | CTS-2001   |
| 33 | 1984年 3月25日  | A面  | 津軽平野                        | 吉幾三         | 吉幾三     | 京建輔       | キャッツ タウン | CTS-2002   |
| 33 | 1984年 3月25日  | B面  | 旅の居酒屋                      | 山田孝雄       | 桜田誠一   | 京建輔       | キャッツ タウン | CTS-2002   |
| 34 | 1985年 4月25日  | A面  | あんた                          | 吉幾三         | 吉幾三     | 京建輔       | キャッツ タウン | 7CTS-4001  |
| 34 | 1985年 4月25日  | B面  | 涙のワルツ                      | 吉幾三         | 阿部健太郎 | 森岡賢一郎   | キャッツ タウン | 7CTS-4001  |
| 35 | 1986年 5月25日  | A面  | 望郷旅鴉                        | 里村龍一       | 森山慎也   | 京建輔       | キャッツ タウン | 7CTS-4004  |
| 35 | 1986年 5月25日  | B面  | 或る女の挽歌                    | 里村龍一       | 阿部健太郎 | 森岡賢一郎   | キャッツ タウン | 7CTS-4004  |
| 36 | 1991年 3月1日   | 01   | おやじ先生                      | いではく       | 遠藤実     | 馬場良       | キャッツ タウン | TKDL-30268 |
| 36 | 1991年 3月1日   | 02   | 乾杯しようぜ                    | いではく       | 遠藤実     | 馬場良       | キャッツ タウン | TKDL-30268 |
| 37 | 1994年 4月25日  | 01   | 夢追い人                        | 荒木とよひさ   | 杉本真人   | 川村栄二     | 徳間 ジャパン   | TKDA-70377 |
| 37 | 1994年 4月25日  | 02   | 酒暦                            | 坂口照幸       | 佐瀬寿一   | 川村栄二     | 徳間 ジャパン   | TKDA-70377 |
| 38 | 1995年 6月25日  | 01   | ふるさとの四季をうたう          | 遠藤実         | 遠藤実     | 野村豊       | 徳間 ジャパン   | TKDA-70643 |
| 38 | 1995年 6月25日  | 02   | 親友                            | いではく       | 遠藤実     | 野村豊       | 徳間 ジャパン   | TKDA-70643 |
| 39 | 1997年 7月24日  | 01   | きんぴら                        | 木下龍太郎     | あらい玉英 | 竜崎孝路     | 徳間 ジャパン   | TKDA-71188 |
| 39 | 1997年 7月24日  | 02   | わかる…?                        | いではく       | 阿部健太郎 | 竜崎孝路     | 徳間 ジャパン   | TKDA-71188 |
| 40 | 1999年 1月21日  | 01   | 酒暦 ニューバージョン           | 坂口照幸       | 佐瀬寿一   | 川村栄二     | 徳間 ジャパン   | TKDA-71537 |
| 40 | 1999年 1月21日  | 02   | 流れ雲                          | 横井弘         | 一代のぼる | 京建輔       | 徳間 ジャパン   | TKDA-71537 |
| 41 | 1999年 11月25日 | 01   | やいま(八重山)                  | 宮城衛         | 宮城衛     | 京建輔       | 徳間 ジャパン   | TKDA-71777 |
| 41 | 1999年 11月25日 | 02   | 三拝云〜ありがとう              | 宮城衛         | 宮城衛     | 京建輔       | 徳間 ジャパン   | TKDA-71777 |
| 42 | 2000年 7月21日  | 01   | 夢のしずく 〜俺だって君だって   | 星野哲郎       | 叶弦大     | 馬場良       | 徳間 ジャパン   | TKDA-71989 |
| 42 | 2000年 7月21日  | 02   | わかる…?                        | いではく       | 阿部健太郎 | 竜崎孝路     | 徳間 ジャパン   | TKDA-71989 |
| 43 | 2001年 8月22日  | 01   | 屋台                            | 万城たかし     | 高野かつみ | 若草恵       | 徳間 ジャパン   | TKDA-72194 |
| 43 | 2001年 8月22日  | 02   | 望郷哀歌                        | 志賀大介       | 千昌夫     | 若草恵       | 徳間 ジャパン   | TKDA-72194 |
| 44 | 2001年 9月27日  | 01   | 帰ってきたヨ                    | アベ・イチロー | 杉原里史   | 池多孝春     | 徳間 ジャパン   | TKDA-72256 |
| 44 | 2001年 9月27日  | 02   | わかる…?                        | いではく       | 阿部健太郎 | 竜崎孝路     | 徳間 ジャパン   | TKDA-72256 |
| 45 | 2003年 8月21日  | 01   | 人生ふたり旅                    | いではく       | 弦哲也     | 前田俊明     | 徳間 ジャパン   | TKDA-72580 |
| 45 | 2003年 8月21日  | 02   | 中年ブルース                    | いではく       | 弦哲也     | 前田俊明     | 徳間 ジャパン   | TKDA-72580 |
| 46 | 2005年 10月5日  | 01   | 若き日の歌                      | いではく       | 遠藤実     | 伊戸のりお   | 徳間 ジャパン   | TKCA-90064 |
| 46 | 2005年 10月5日  | 02   | ふるさとの四季をうたう          | 遠藤実         | 遠藤実     | 野村豊       | 徳間 ジャパン   | TKCA-90064 |
| 47 | 2007年 2月21日  | 01   | 還暦祝い唄                      | 神谷まみ       | 神谷まみ   | 池多孝春     | 徳間 ジャパン   | TKCA-90175 |
| 47 | 2007年 2月21日  | 02   | 望郷哀歌                        | 志賀大介       | 千昌夫     | 若草恵       | 徳間 ジャパン   | TKCA-90175 |
| 48 | 2009年 8月5日   | 01   | おふくろ                        | さいとう大三   | 泉八汐     | 池多孝春     | 徳間 ジャパン   | TKCA-90342 |
| 48 | 2009年 8月5日   | 02   | いつの世も…                     | 森紀美子       | 千昌夫     | 岩上峰山     | 徳間 ジャパン   | TKCA-90342 |
| 49 | 2011年 11月2日  | 01   | いっぽんの松                    | 喜多條忠       | 船村徹     | 蔦将包       | 徳間 ジャパン   | TKCA-90464 |
| 49 | 2011年 11月2日  | 02   | 俺の故郷                        | 喜多條忠       | 蔦将包     | 蔦将包       | 徳間 ジャパン   | TKCA-90464 |
| 49 | 2011年 11月2日  | 03   | 北国の春 バラードバージョン     | いではく       | 遠藤実     | 泉盛望       | 徳間 ジャパン   | TKCA-90464 |
| 50 | 2013年 2月6日   | 01   | 還暦祝い唄(セリフ入り)          | 神谷まみ       | 神谷まみ   | 池多孝春     | 徳間 ジャパン   | TKCA-90526 |
| 50 | 2013年 2月6日   | 02   | 北上川                          | 白鳥園枝       | 千昌夫     | 石倉重信     | 徳間 ジャパン   | TKCA-90526 |
| 51 | 2014年 4月2日   | 01   | 長持祝い唄                      | 横内淳         | 横内淳     | 丸山雅仁     | 徳間 ジャパン   | TKCA-90610 |
| 51 | 2014年 4月2日   | 02   | 北のワルツ                      | たきのえいじ   | あらい玉英 | 丸山雅仁     | 徳間 ジャパン   | TKCA-90610 |
| 52 | 2016年 5月25日  | 01   | 古希祝い                        | いではく       | 千昌夫     | 岩上峰山     | 徳間 ジャパン   | TKCA-90823 |
| 52 | 2016年 5月25日  | 02   | 幸せぐらし                      | いではく       | 千昌夫     | 猪股義周     | 徳間 ジャパン   | TKCA-90823 |
| 53 | 2019年 8月28日  | 01   | 人生に乾杯                      | いではく       | 遠藤実     | 馬場良       | 徳間 ジャパン   | TKCA-91205 |
| 53 | 2019年 8月28日  | 02   | わが家の宝                      | いではく       | 千昌夫     | 岩上峰山     | 徳間 ジャパン   | TKCA-91205 |
| 54 | 2021年 7月7日   | 01   | やいま(八重山) ニューバージョン | 宮城衛         | 宮城衛     | 京建輔       | 徳間 ジャパン   | TKCA-91355 |
| 54 | 2021年 7月7日   | 02   | 若き日の歌                      | いではく       | 遠藤実     | 伊戸のりお   | 徳間 ジャパン   | TKCA-91355 |
| 54 | 2021年 7月7日   | 03   | いっぽんの松                    | 喜多條忠       | 船村徹     | 蔦将包       | 徳間 ジャパン   | TKCA-91355 |
| 55 | 2024年 4月3日   | 01   | 喜寿祝い                        | いではく       | 阿部健太郎 | 松井タツオ   | 徳間 ジャパン   | TKCA-91560 |
| 55 | 2024年 4月3日   | 02   | 人生街道まっしぐら              | 森紀美子       | 森田昌之   | 松井タツオ   | 徳間 ジャパン   | TKCA-91560 |

#### デュエット・シングル
| 発売日          | デュエット | 曲順 | タイトル                  | 作詞           | 作曲     | 編曲              | レーベル      | 規格品番   |
| --------------- | ---------- | ---- | ------------------------- | -------------- | -------- | ----------------- | ------------- | ---------- |
| 1993年 7月21日  | 阿部三登里 | 01   | めおとの旅                | いではく       | 千昌夫   | 薗広昭            | 徳間 ジャパン | TKDA-70079 |
| 1993年 7月21日  | -          | 02   | 夢つなぎ (歌：千昌夫)     | いではく       | 千昌夫   | 薗広昭            | 徳間 ジャパン | TKDA-70079 |
| 1994年 12月21日 | コロッケ   | 01   | 上野に五時半              | S.JUNIOR       | 金田一郎 | 丸山雅仁 金田一郎 | 徳間 ジャパン | TKDA-70567 |
| 1994年 12月21日 | コロッケ   | 02   | 二人して東横線            | S.JUNIOR       | 金田一郎 | 金田一郎          | 徳間 ジャパン | TKDA-70567 |
| 2001年 7月25日  | 八代亜紀   | 01   | あした天気になーれ        | もず唱平       | 大谷明裕 | 伊戸のりお        | 徳間 ジャパン | TKDA-72167 |
| 2001年 7月25日  | -          | 02   | 帰ってきたよ (歌：千昌夫) | アベ・イチロー | 杉原里史 | 池多孝春          | 徳間 ジャパン | TKDA-72167 |

#### 企画シングル
| 発売日          | 名義                 | 曲順 | タイトル     | 作詞     | 作曲   | 編曲   | レーベル      | 規格品番 |
| --------------- | -------------------- | ---- | ------------ | -------- | ------ | ------ | ------------- | -------- |
| 1966年 12月20日 | 千昌夫 富数彦 浜君夫 | A面  | 学生ブルース | 遠藤実   | 遠藤実 | 遠藤実 | ミノル フォン | KA-99    |
| 1966年 12月20日 | 千昌夫 富数彦 浜君夫 | B面  | 学生マーチ   | 幸田栄   | 遠藤実 | 遠藤実 | ミノル フォン | KA-99    |
| 1967年 3月1日   | 千昌夫 富数彦 浜君夫 | B面  | パットネ     | 早川和也 | 遠藤実 | 遠藤実 | ミノル フォン | KA-118   |

### アルバム

#### オリジナル・アルバム
| 発売日        | タイトル                                 | レーベル       | 規格 | 規格品番   |
| ------------- | ---------------------------------------- | -------------- | ---- | ---------- |
| 1969年8月1日  | デラックスヒットアルバム 涙のとなり      | ミノルフォン   | LP   | KC-19      |
| 2000年4月26日 | デラックスヒットアルバム 涙のとなり      | 徳間ジャパン   | CD   | TKCA-71911 |
| 1971年2月     | 千昌夫です 愛の詩をどうぞ                | ミノルフォン   | LP   | KC-36      |
| 1972年2月     | わが町は緑なりき 千昌夫ヒット・アルバム  | ミノルフォン   | LP   | KC-50      |
| 1973年7月     | 千昌夫"夜"の唄 ひとりぼっちの酒場        | ミノルフォン   | LP   | KC-7019    |
| 1973年12月    | 千昌夫の新えん歌節 男ごころ女ごころ      | ミノルフォン   | LP   | KC-7020    |
| 1975年6月     | 幾山河【歌謡生活十周年記念アルバム】     | ミノルフォン   | LP   | KC-85〜86  |
| 1976年6月     | 夕焼け雲 千昌夫オリジナル名曲集          | ミノルフォン   | LP   | KC-8024    |
| 1976年12月    | 夕焼けの歌                               | ミノルフォン   | LP   | KC-8026    |
| 1978年6月     | 北国の春                                 | ミノルフォン   | LP   | KC-9019    |
| 1978年12月    | 千くん本番ですよ                         | ミノルフォン   | LP   | KC-9505    |
| 1981年8月     | 演歌の花道 おれのふるさと                | ミノルフォン   | LP   | KCD-1011   |
| 1982年9月     | 演歌熱唱 望郷酒場                        | ミノルフォン   | LP   | KC-9528    |
| 1984年        | 演歌熱唱 津軽平野                        | キャッツタウン | LP   | CTL-1003   |
| 1998年8月26日 | 望郷演歌特選                             | 徳間ジャパン   | CD   | TKCA-71431 |
| 2002年4月24日 | 望郷演歌ヒット〜やっぱり故郷はいいなァ〜 | 徳間ジャパン   | CD   | TKCA-72342 |
| 2006年5月10日 | 青春賛歌〜若き日の歌                     | 徳間ジャパン   | CD   | TKCA-73015 |
| 2007年5月2日  | 演歌熱唱〜還暦祝い唄                     | 徳間ジャパン   | CD   | TKCA-73183 |
| 2011年5月25日 | 北国の春〜がんばろう!日本〜 第1集        | 徳間ジャパン   | CD   | TKCA-73671 |
| 2011年5月25日 | 北国の春〜がんばろう!日本〜 第2集        | 徳間ジャパン   | CD   | TKCA-73672 |
| 2012年4月4日  | 故郷は心の絆〜いっぽんの松               | 徳間ジャパン   | CD   | TKCA-73752 |
| 2017年8月30日 | 千昌夫〜我が心のメロディー〜             | 徳間ジャパン   | CD   | TKCA-74540 |

#### カバー・アルバム
| 発売日         | タイトル                                         | レーベル       | 規格 | 規格品番       |
| -------------- | ------------------------------------------------ | -------------- | ---- | -------------- |
| 1969年         | 演歌で熱唱 裏町人生                              | ミノルフォン   | LP   | KC-17          |
| 1977年8月      | ド・エンカ絶唱 裏町人生                          | ミノルフォン   | LP   | KC-8033        |
| 1979年4月      | 演歌熱唱集1 夢追い酒・花街の母                   | ミノルフォン   | LP   | KC-9507        |
| 1979年8月      | 遠藤メロディーを唄う                             | ミノルフォン   | LP   | KC-9511        |
| 1979年11月     | 演歌熱唱 男の哀歌                                | ミノルフォン   | LP   | KCD-1001       |
| 1980年12月     | 演歌熱唱集3 ふるさとの祭り                       | ミノルフォン   | LP   | KCD-1006       |
| 1984年         | 有線演歌を唄う                                   | キャッツタウン | LP   | CTL-1002       |
| 1984年11月25日 | 演歌熱唱・最新有線ヒット集【芸能生活20周年記念】 | キャッツタウン | LP   | CTL-1004       |
| 1984年11月25日 | 演歌熱唱・最新有線ヒット集【芸能生活20周年記念】 | キャッツタウン | CD   | 35CAT-3        |
| 1986年9月5日   | 演歌熱唱28番 第1集                               | キャッツタウン | CD   | 27CAT-105〜106 |
| 1986年9月5日   | 演歌熱唱28番 第2集                               | キャッツタウン | CD   | 27CAT-107〜108 |
| 1986年10月25日 | 演歌熱唱28番 第3集                               | キャッツタウン | CD   | 27CAT-111〜112 |
| 1991年5月25日  | 遠藤実作品集 おやじ先生                          | キャッツタウン | CD   | TKCL-30296     |
| 1999年9月22日  | 遠藤メロディー ヒットコレクション                | 徳間ジャパン   | CD   | TKCA-71687     |
| 2009年6月3日   | 追悼盤 遠藤実作品集                              | 徳間ジャパン   | CD   | TKCA-73434     |

#### ライブ・アルバム
| 発売日        | タイトル                                              | レーベル     | 規格 | 規格品番   |
| ------------- | ----------------------------------------------------- | ------------ | ---- | ---------- |
| 1977年5月10日 | 千昌夫キャバレー・ライブ おらぁえんたぁてぇなぁだぁ!  | ミノルフォン | LP   | KC-8029    |
| 2000年4月26日 | 千昌夫キャバレー・ライブ おらぁえんたぁてぇなぁだぁ!  | 徳間ジャパン | CD   | TKCA-71912 |
| 1978年4月     | 熱唱!千昌夫ショー おらぁえんたぁてぇなぁだぁ・ぱーと2 | ミノルフォン | LP   | KC-9018    |
| 1980年5月     | 千昌夫 ON STAGE                                       | ミノルフォン | LP   | KC-154〜55 |

#### ベスト・アルバム
| 発売日         | タイトル                                    | レーベル       | 規格 | 規格品番    |
| -------------- | ------------------------------------------- | -------------- | ---- | ----------- |
| 1970年9月      | 決定盤!!千昌夫のすべて                      | ミノルフォン   | LP   | KC-28       |
| 1977年11月     | オリジナルデラックス全曲集                  | ミノルフォン   | LP   | KC-7071〜72 |
| 1978年11月     | 決定盤 千昌夫特選オリジナル全曲集           | ミノルフォン   | LP   | KC-9502     |
| 1980年8月      | 千昌夫'65-'80【芸能生活15周年記念】         | ミノルフォン   | LP   | KC-7097〜98 |
| 1981年11月     | オリジナル全曲集                            | ミノルフォン   | LP   | KCD-1013    |
| 1984年10月25日 | 千昌夫全曲集【芸能生活20周年記念特別企画】  | キャッツタウン | LP   | CTL-1〜2    |
| 1984年10月25日 | 千昌夫全曲集【芸能生活20周年記念特別企画】  | キャッツタウン | CD   | 35CAT-1〜2  |
| 1985年6月25日  | ベストアルバム あんた                       | キャッツタウン | LP   | 28CTL-3002  |
| 1985年6月25日  | ベストアルバム あんた                       | キャッツタウン | CD   | 32CAT-101   |
| 1985年11月25日 | 全曲集                                      | キャッツタウン | LP   | 28CTL-3008  |
| 1985年11月25日 | 全曲集                                      | キャッツタウン | CD   | 32CAT-103   |
| 1986年10月25日 | 全曲集                                      | キャッツタウン | CD   | 32CAT-113   |
| 1987年10月25日 | 全曲集                                      | キャッツタウン | CD   | 32CAT-117   |
| 1988年7月25日  | 芥川隆行が綴る 千昌夫ヒット全曲集・望郷の詩 | キャッツタウン | CD   | 32CAT-124   |
| 1988年8月25日  | 芥川隆行が綴る 千昌夫ヒット全曲集・青春の詩 | キャッツタウン | CD   | 32CAT-130   |
| 1990年11月25日 | 全曲集                                      | キャッツタウン | CD   | TKCL-30176  |
| 1991年12月21日 | 全曲集                                      | キャッツタウン | CD   | TKCL-30470  |
| 1993年4月25日  | ベストコレクション                          | 徳間ジャパン   | CD   | TKCA-70057  |
| 1993年11月25日 | 全曲集                                      | 徳間ジャパン   | CD   | TKCA-70184  |
| 1994年7月25日  | ヒット特選 夢追い人                         | 徳間ジャパン   | CD   | TKCA-70446  |
| 1994年10月25日 | 全曲集                                      | 徳間ジャパン   | CD   | TKCA-70500  |
| 1995年7月25日  | 千昌夫大全集【歌手生活30周年記念】          | 徳間ジャパン   | CD   | TKCA-70700  |
| 1995年7月25日  | 千昌夫ベストヒット8①【30周年特別企画盤】    | 徳間ジャパン   | CD   | TKCA-70710  |
| 1995年7月25日  | 千昌夫ベストヒット8②【30周年特別企画盤】    | 徳間ジャパン   | CD   | TKCA-70711  |
| 1995年7月25日  | 千昌夫ベストヒット8③【30周年特別企画盤】    | 徳間ジャパン   | CD   | TKCA-70712  |
| 1995年11月25日 | ヒット特選                                  | 徳間ジャパン   | CD   | TKCA-70764  |
| 1996年10月21日 | 全曲集                                      | 徳間ジャパン   | CD   | TKCA-71011  |
| 1997年7月24日  | 最新ベストヒット〜きんぴら〜                | 徳間ジャパン   | CD   | TKCA-71189  |
| 1997年10月22日 | 全曲集〜きんぴら〜                          | 徳間ジャパン   | CD   | TKCA-71247  |
| 1998年12月23日 | 全曲集                                      | 徳間ジャパン   | CD   | TKCA-71465  |
| 1999年11月25日 | 全曲集                                      | 徳間ジャパン   | CD   | TKCA-71717  |
| 2000年10月25日 | 全曲集 夢のしずく〜俺だって君だって         | 徳間ジャパン   | CD   | TKCA-72022  |
| 2001年7月25日  | ベストコレクション あした天気になーれ       | 徳間ジャパン   | CD   | TKCA-72172  |
| 2001年11月21日 | 2001全曲集〜帰ってきたヨ〜                  | 徳間ジャパン   | CD   | TKCA-72216  |
| 2002年10月23日 | 全曲集 2002〜2003                           | 徳間ジャパン   | CD   | TKCA-72445  |
| 2003年10月22日 | 全曲集〜人生ふたり旅                        | 徳間ジャパン   | CD   | TKCA-72598  |
| 2004年2月25日  | リクエスト16                                | 徳間ジャパン   | CD   | TKCA-72651  |
| 2004年10月27日 | 全曲集                                      | 徳間ジャパン   | CD   | TKCA-72760  |
| 2005年2月23日  | 千昌夫大全集【歌手生活40周年記念】          | 徳間ジャパン   | CD   | TKCA-72835  |
| 2005年10月26日 | 全曲集〜若き日の歌                          | 徳間ジャパン   | CD   | TKCA-72907  |
| 2005年12月22日 | 聴きたい!歌いたい!ベスト8&8                 | 徳間ジャパン   | CD   | TKCA-7      |
| 2006年11月8日  | 全曲集                                      | 徳間ジャパン   | CD   | TKCA-73118  |
| 2007年10月3日  | 全曲集〜還暦祝い唄〜                        | 徳間ジャパン   | CD   | TKCA-73271  |
| 2008年10月8日  | 全曲集                                      | 徳間ジャパン   | CD   | TKCA-73361  |
| 2009年10月7日  | 全曲集〜おふくろ〜                          | 徳間ジャパン   | CD   | TKCA-73472  |
| 2010年11月3日  | 全曲集〜感謝!45周年〜                       | 徳間ジャパン   | CD   | TKCA-73593  |
| 2011年9月28日  | 全曲集〜北国の春〜                          | 徳間ジャパン   | CD   | TKCA-73681  |
| 2012年9月26日  | 全曲集〜いっぽんの松〜                      | 徳間ジャパン   | CD   | TKCA-73808  |
| 2013年9月25日  | 全曲集〜還暦祝い唄〜                        | 徳間ジャパン   | CD   | TKCA-73957  |
| 2014年10月1日  | 全曲集〜長持祝い唄〜                        | 徳間ジャパン   | CD   | TKCA-74142  |
| 2015年11月18日 | 全曲集〜感謝・50周年〜                      | 徳間ジャパン   | CD   | TKCA-74290  |
| 2016年10月26日 | 全曲集〜古希祝い〜                          | 徳間ジャパン   | CD   | TKCA-74403  |
| 2017年10月25日 | 全曲集〜古希記念盤〜                        | 徳間ジャパン   | CD   | TKCA-74572  |
| 2018年10月3日  | 全曲集〜リクエスト特撰〜                    | 徳間ジャパン   | CD   | TKCA-74706  |
| 2019年11月6日  | 全曲集〜人生に乾杯〜                        | 徳間ジャパン   | CD   | TKCA-74847  |
| 2020年11月4日  | 全曲集〜北国の春・人生に乾杯〜              | 徳間ジャパン   | CD   | TKCA-74916  |
| 2021年10月6日  | 全曲集〜やいま(八重山)ニューバージョン〜    | 徳間ジャパン   | CD   | TKCA-74971  |
| 2022年10月5日  | 全曲集〜55周年感謝記念盤                    | 徳間ジャパン   | CD   | TKCA-75111  |
| 2023年11月1日  | 全曲集                                      | 徳間ジャパン   | CD   | TKCA-75190  |
| 2024年11月6日  | 全曲集〜喜寿祝い〜                          | 徳間ジャパン   | CD   | TKCA-75247  |

#### CD-BOX
| 発売日        | タイトル                        | レーベル     | 規格品番   |
| ------------- | ------------------------------- | ------------ | ---------- |
| 2000年2月23日 | 歌手生活35周年記念 千昌夫全集   | 徳間ジャパン | TKCA-71861 |
| 2015年6月3日  | 歌手生活50周年記念 千昌夫大全集 | 徳間ジャパン | TKCA-74230 |

### タイアップ曲
| 年     | 楽曲             | タイアップ                              |
| ------ | ---------------- | --------------------------------------- |
| 1976年 | 流れ雲           | 映画『天保水滸伝 大原幽学』主題歌       |
| 1984年 | ひいふうガラス窓 | NHK『みんなのうた』挿入歌               |
| 1994年 | 夢追い人         | テレビ東京系『千昌夫の評判家族!』挿入歌 |

## 出演

### NHK紅白歌合戦出場歴
| 年度/放送回               | 回 | 曲目              | 出演順 | 対戦相手                         | 備考           |
| ------------------------- | -- | ----------------- | ------ | -------------------------------- | -------------- |
| 1968年（昭和43年）/第19回 | 初 | 星影のワルツ      | 03/23  | ペギー葉山                       | 初出場         |
| 1969年（昭和44年）/第20回 | 2  | 君がすべてさ      | 02/23  | いしだあゆみ                     |                |
| 1970年（昭和45年）/第21回 | 3  | 心の旅路          | 10/24  | 小川知子                         |                |
| 1971年（昭和46年）/第22回 | 4  | わが町は緑なりき  | 19/25  | 渚ゆう子                         |                |
| 1977年（昭和52年）/第28回 | 5  | 北国の春          | 12/24  | 和田アキ子                       | 6年ぶりの出場  |
| 1978年（昭和53年）/第29回 | 6  | 北国の春（2回目） | 13/24  | 和田アキ子(2)                    |                |
| 1979年（昭和54年）/第30回 | 7  | 北国の春（3回目） | 18/23  | 小林幸子                         |                |
| 1980年（昭和55年）/第31回 | 8  | 味噌汁の詩        | 20/23  | 森昌子                           |                |
| 1981年（昭和56年）/第32回 | 9  | 望郷酒場          | 05/22  | 松田聖子                         |                |
| 1982年（昭和57年）/第33回 | 10 | 北国の春（4回目） | 11/22  | 島倉千代子                       |                |
| 1983年（昭和58年）/第34回 | 11 | 夕焼け雲          | 08/21  | 牧村三枝子                       |                |
| 1984年（昭和59年）/第35回 | 12 | 津軽平野          | 03/20  | 高田みづえ                       |                |
| 1985年（昭和60年）/第36回 | 13 | あんた            | 03/20  | テレサ・テン                     |                |
| 1986年（昭和61年）/第37回 | 14 | 望郷旅鴉          | 16/20  | 松原のぶえ                       |                |
| 1989年（平成元年）/第40回 | 15 | 北国の春（5回目） | 05/27  | 松尾和子・和田弘とマヒナスターズ | 3年ぶりの出場  |
| 2011年（平成23年）/第62回 | 16 | 北国の春（6回目） | 16/25  | 平原綾香                         | 22年ぶりの出場 |

- 対戦相手の歌手名の( 　)内の数字はその歌手との対戦回数。
- 曲名の後の（○回目）は紅白で披露された回数を表す。
- 出演順は「（出演順）／（出場者数）」で表す。

### テレビ
- ロッテ 歌のアルバム 千と一慶生放送（1977年11月6日 - 1978年3月26日、TBS、司会）※玉置宏の後任且つ、小島一慶との共同司会
- 金曜10時!うわさのチャンネル!!（日本テレビ、司会）
- 千昌夫の評判家族探訪（テレビ東京）
- 初恋宣言（1968年、松竹映画）
- ねぎぼうずの唄（1974年、NET）第21話
- けんか安兵衛（1975年、関西テレビ）第12話
- 土曜ドラマ / 松本清張シリーズ・事故（1975年、NHK総合） 佐々役
- 水戸黄門（TBS・C.A.L）
  - 第7部（1976年）第18話「盗まれた印籠・山形」新八役
  - 第30部（2002年）第6話「酔いどれ親父の北国に春・盛岡」伊兵衛役
  - 第34部（2005年）第6話「忠義貫き北国に春・陸前高田」奥田万二郎役
- 破れ奉行（1977年、テレビ朝日・中村プロ）本田敬三郎役
- あまから家族（1976年、日本テレビ）司会
- 関口宏のオォ!笑歌（1976年 - 1977年、テレビ朝日）レギュラー

### ラジオ
- いすゞハイウェイパートナー・千昌夫のおーい陽がしずむ（文化放送）パーソナリティー
- 花の五大スター チャンピオン大放送（ニッポン放送、1978年10月 - 1979年3月、水曜日）
- ハッピーバラエティ ほかほか大放送（ニッポン放送、1979年10月 - 1980年3月、火曜日）

### CM
- 大洋漁業（現：マルハニチロ）「マルハ シーエースアメリカン」（まぐろ缶詰 1982年）
- カゴメ 野菜ジュース（1982年）
- いすゞ自動車　アスカ（1983年）
- 松下電器産業（現：パナソニック） 「パナカラー・クイントリックス」
- 象印 マイコン炊飯ジャー
上記はいずれも当時、妻だったジョーン・シェパードと共演。
- エースコック
  - 中村さん家のきつねわかめ、力うどん（1984年）
  - ワンタンメン（1985年）
- フマキラー
  - 567（ゴロチ）曾我廼家五郎八と共演。
  - 電子ベープ（電気蚊取り）佐良直美と共演。
- 夢グループ カラオケ1番（2011年 - 2012年）
- アイダ設計 AiBEST（2012年）

### パチンコ
- CR北国の春 - 藤商事 激熱リーチと大当たりとラウンド場面の映像で、妻のアマンダ夫人と共演している。